# Александров Михайло Юрійович
Михайло Юрійович Алекса́ндров (12 вересня 1963, Гвардєйськ) — український графік; член Спілки радянських художників України з 1989 року.

## Біографія
Народився 12 вересня 1963 року в місті Гвардєйську Калінінградської області (нині Російська Федерація). 1989 року закінчив Київський художній інститут, де навчався у Галини Галинської, Василя Чебаника; 1993 року — Творчі майстерні Академії мистецтв у Києві, де був учнем Михайла Дерегуса.
Мешкав у Києві в будинку на вулиці Антоновича, № 19/21 та у будинку на вулиці Героїв Дніпра, № 44А.

## Творчість
Працює у галузях книжкової та станкової графіки. Серед робіт:
- ілюстрації до книг: «Маленький Мук» (1988), «Мертві душі» Миколи Гоголя (1989), «Казки про Мумі-Тролів» (1991)[2];
- станкові роботи: «Горизонтальний натюрморт» (1992, папір, пастель), «Він був титулярний радник, вона — генеральська донька» (1993, папір, пастель), «Бахчисарайський натюрморт» (1993, кольоровий офорт)[3];
- станкові серії, виконані у техніці офорту та пастелі: «Взяття Ізмаїлу», «Міський фольклор» (обидві — 1992), «N-ські хроніки» (1992—1995), «Життєпис цезарів» (1995—1999).

У 1995 році здобув першу премію Міжнародного конкурсу в Італії.